# Großhaselbach
Großhaselbach ist eine Ortschaft und eine Katastralgemeinde der Gemeinde Schwarzenau im Bezirk Zwettl in Niederösterreich.

## Geografie
Das an der Landesstraße L56 liegende Dorf befindet sich östlich des Ganzbaches und nördlich des Ganzberges. Im Ort zweigen die L8103 und die L8106 ab.

## Siedlungsentwicklung
Zum Jahreswechsel 1979/1980 befanden sich in der Katastralgemeinde Großhaselbach insgesamt 84 Bauflächen mit 35.485 m² und 78 Gärten auf 48.648 m², 1989/1990 gab es 87 Bauflächen. 1999/2000 war die Zahl der Bauflächen auf 225 angewachsen und 2009/2010 bestanden 96 Gebäude auf 227 Bauflächen.

## Geschichte
Laut Adressbuch von Österreich waren im Jahr 1938 in der Ortsgemeinde Großhaselbach ein Bäcker, ein Fleischer, zwei Gastwirte, drei Gemischtwarenhändler, ein Maler, ein Schmied, zwei Schneider und eine Schneiderin, drei Schuster, ein Tischler, ein Wagner, ein Viehhändler, ein Viktualienhändler und einige Landwirte ansässig.

## Bodennutzung
Die Katastralgemeinde ist landwirtschaftlich geprägt. 329 Hektar wurden zum Jahreswechsel 1979/1980 landwirtschaftlich genutzt und 33 Hektar waren forstwirtschaftlich geführte Waldflächen. 1999/2000 wurde auf 322 Hektar Landwirtschaft betrieben und 39 Hektar waren als forstwirtschaftlich genutzte Flächen ausgewiesen. Ende 2018 waren 319 Hektar als landwirtschaftliche Flächen genutzt und Forstwirtschaft wurde auf 39 Hektar betrieben. Die durchschnittliche Bodenklimazahl von Großhaselbach beträgt 32,6 (Stand 2010).

## Kultur und Sehenswürdigkeiten
- Katholische Pfarrkirche Großhaselbach hl. Martin

## Persönlichkeiten
- Florian Berndl, (1856–1934), Naturheilkundler und Begründer des Bad auf dem Gänsehäufel, wurde hier geboren
- Josef Spindelböck, (* 1964), Professor für Moraltheologie, war hier als Kaplan tätig